# Louis Pierre Martin
Pour les articles homonymes, voir Martin et Louis Martin.
Louis Pierre Martin, né le 27 janvier 1924 à Guingamp, et décédé le 19 septembre 2005 à Nice, est un militaire français.

## Biographie
Il n'a que vingt ans lorsqu'il rejoint les Forces françaises de l'intérieur. Sergent, il est récompensé de sa bravoure par la croix de guerre 1939-1945. À la fin de la guerre, il entre à l'École militaire interarmes, promotion de la Victoire.
Le 1er juin 1945, il est nommé sous-lieutenant et rejoint en avril l’école d’application de l’infanterie à Auvours.
Affecté à la Légion étrangère le 20 avril 1947, il rejoint le DCRE à Sidi bel-Abbès. Le lieutenant Martin rejoint dès 1948 la 13e demi-brigade de la Légion étrangère en Indochine où il prend le commandement de la 12e compagnie du 3e bataillon. Il est cité à la tête de son unité.
Il quitte l'Indochine et la 13 en 1950 pour rejoindre le 3e Bataillon étranger de parachutistes à Sétif en Algérie. Breveté moniteur parachutiste, il est ensuite désigné pour servir au 1er BEP en Indochine. Il se distingue alors en tant que commandant de la 3e compagnie.
Le 21 novembre, il saute sur Diên-Biên-Phû à la tête de son unité. Il participera alors à la totalité du siège et sera plusieurs fois blessé lors de la défense du camp retranché.
Emprisonné avec de nombreux camarades, il rejoint après sa libération le 1er BEP en Algérie. Commandant de nouveau une compagnie, il s'illustre au cours de nombreuses opérations. En novembre 1956, il participe à l'opération « Mousquetaires » pour la reprise du canal de Suez puis retrouve l'Algérie jusqu'au 1er août 1958, date à laquelle il est muté à l'état-major des armées.
Mais « Loulou » Martin est un homme de terrain et c'est à sa demande qu'il est de nouveau affecté au 1er REP en 1959 avec le grade de chef de bataillon.
Il participe en 1961 au putsch des généraux à Alger contre de Gaulle mais n'écope que d'une faible sanction. Muté en 1961 à l'école des opérations aériennes combinées en Allemagne, il tombe gravement malade. À sa sortie de l'hôpital, il est affecté au 126e RI de Brive et il quitte le service actif à sa demande le 6 janvier 1963.
Il prend part à une opération au Yémen au côté de Bob Denard.
En 1970, il est placé à la tête de la Garde présidentielle gabonaise, chargée de défendre le régime de Omar Bongo, aligné sur Paris.
Cinq fois blessé, le commandant Martin, figure légendaire des légionnaires parachutistes, était fait grand officer de la Légion d'honneur en 2004. Titulaire de la croix de guerre 1939-1945, de la croix de guerre des Théâtres d'opérations extérieurs et de la Croix de la Valeur militaire, il totalisait 14 citations dont huit à l’ordre de l’armée, une à l’ordre du corps d’armée, trois à l’ordre de la division et deux à l’ordre de la brigade. Ses croix de guerre sont exposées au Musée de la Légion étrangère. Le 30 avril 1999, il est désigné pour porter la main du capitaine Danjou lors des cérémonies de Camerone à Aubagne.
Il décède le 22 septembre 2005 à Nice. Les obsèques ont lieu en présence du général Bruno Dary, commandant la Légion étrangère et du colonel Patrice Paulet, chef de corps du 2e REP en exercice, en l'église du Vœu.

### Sources
Képi blanc et Division histoire et patrimoine de la Légion étrangère